# 若狭徹 (野球)
若狭 徹（わかさ とおる、1963年3月19日 - ）は、石川県出身の元プロ野球選手（内野手）。

## 経歴
星稜高では、2年次の1979年に第61回全国高等学校野球選手権大会に出場。3回戦の箕島対星稜延長18回の延長14回裏に、サヨナラ負けのピンチを迎えた時、三塁を守っていた若狭は隠し球で三塁走者をアウトにし、窮地を脱した。この試合で若狭は14回まで打撃では5三振と良いところなく、ここらで一つやってやろうと狙っていたという。同僚によると「トリッキーなプレーを好む選手だった」という。本人も「人と違ったことをするのが好きだ」と言い、隠し球については練習試合でよくやり成功失敗は相半ば、腋の下や股の間にボールを隠す練習をしていたと述べた。
1979年の秋、宮崎県で開催された第34回国民体育大会の2回戦で、浪商高と対戦した。この時、若狭は浪商のエース牛島和彦から木製バットでバックスクリーンに本塁打を放ち、この一撃が中日スカウトの目に止まることになった。
1980年オフに、ドラフト外で中日ドラゴンズに入団。なお、牛島とは中日で同僚になる。
一軍公式戦に出場がないまま、1983年限りで現役を引退。わずか3年で選手生活に見切りを付けた。その理由として、同じ三塁手で中日球団の地元・愛知県の享栄高から藤王康晴が翌1984年から入団することがあり、それをもって選手生活に区切りを付けたという。
引退後は、中日球団の職員に転じ現在に至る。2022年、中日ドラゴンズ野球振興本部野球振興部部長として、各球団の職員を表彰する球団功労賞を受賞した。

## 詳細情報

### 年度別打撃成績
- 一軍公式戦出場なし

### 背番号
- 52（1981年 - 1983年）[6]